# Лемтюгов Микола Олександрович
Микола Олександрович Лемтюгов (рос. Николай Александрович Лемтюгов; 15 січня 1986, м. Міас, СРСР) — російський хокеїст, правий нападник. Виступає за «Югра» (Ханти-Мансійськ) у Континентальній хокейній лізі.
Вихованець хокейної школи «Трактор» (Челябінськ). Виступав за ЦСКА-2 (Москва), ЦСКА (Москва), «Сєвєрсталь» (Череповець), «Пеорія Рівермен» (АХЛ), «Ак Барс» (Казань), «Нафтовик» (Альметьєвськ), «Металург» (Магнітогорськ), «Нафтохімік» (Нижньокамськ), «Атлант» (Митищі), «Трактор» (Челябінськ), «Сибір» (Новосибірськ), «Спартак» (Москва), «Авангард» (Омськ), «Сокіл» (Красноярськ).
У складі молодіжної збірної Росії учасник чемпіонату світу 2006.
Досягнення
- Срібний призер молодіжного чемпіонату світу (2006)